# Tikoloshanes eretiformis
Tikoloshanes eretiformis är en skalbaggsart som beskrevs av Omer-cooper 1956. Tikoloshanes eretiformis ingår i släktet Tikoloshanes och familjen dykare. Inga underarter finns listade i Catalogue of Life.